# 深圳大学城体育中心
深圳大学城体育中心（しんせんだいがくじょうたいいくちゅうしん、簡体字中国語: 深圳大学城体育中心）は、中華人民共和国の広東省深圳市にある多目的スタジアムである。

## 概要
名前の通り、深圳大学など複数の大学が集まる深圳大学城地区にある。2009年に建設された。収容人数は15,942人、敷地面積は171,900平方メートル。主にサッカーの試合に用いられる。現在、中国サッカー・乙級リーグに所属する深圳風鵬がホームスタジアムとして利用している。また、隣には室内競技全般に利用可能な深圳大学城体育館が隣接している。
また、2011年には体育館が夏季ユニバーシアードの会場となった。

## 交通アクセス
深圳地下鉄5号線（環中線）の大学城駅より徒歩約5分から10分。